# Iglesia de la Concepción (Omeñaca)
La iglesia de la Concepción es un inmueble de la localidad española de Omeñaca, en la provincia de Soria.

## Descripción

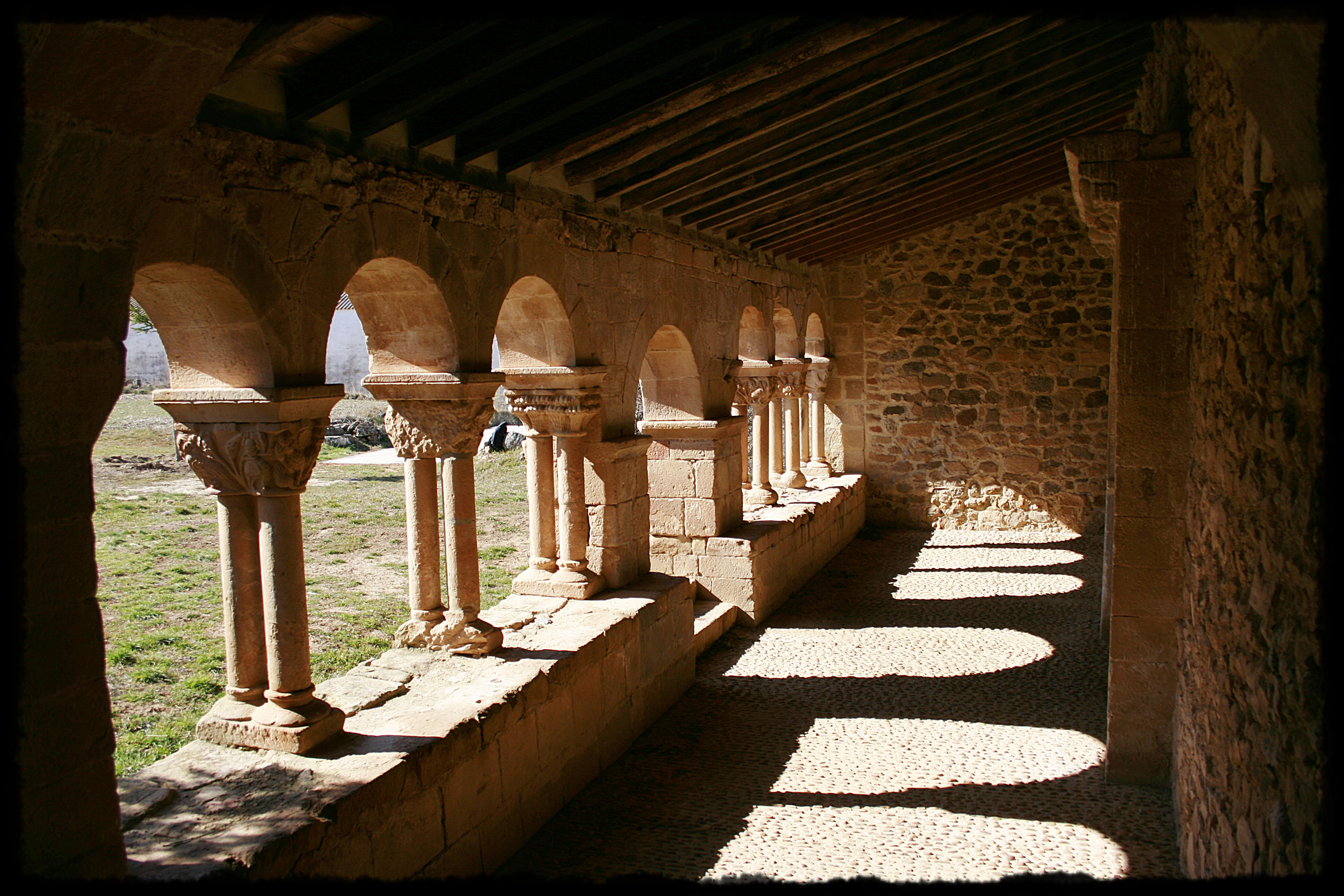
Galería porticada

Su construcción original, en estilo románico, se remontaría al siglo XII, si bien ha sufrido varias remodelaciones. En ella destaca su galería porticada.
Aparece brevemente mencionada en el decimosegundo volumen del Diccionario geográfico-estadístico-histórico de España y sus posesiones de Ultramar de Pascual Madoz, en la entrada correspondiente a Omeñaca, de la siguiente manera «1 igl. parr. (la Purísima Concepcion), aneja de la de Tozalmoro».
El 2 de febrero de 1983 fue declarada monumento histórico-artístico de carácter nacional. Hoy día cuenta con el estatus de bien de interés cultural.